# Sommer-Paralympics 2008/Teilnehmer (Großbritannien)
| stlisierte Goldmedaille | stlisierte Silbermedaille | stlisierte Bronzemedaille |
| ----------------------- | ------------------------- | ------------------------- |
| 42                      | 29                        | 31                        |

Großbritannien nahm mit 216 Sportlern an den Sommer-Paralympics 2008 im chinesischen Peking teil.
Damit gehörten sie zu den drei größten Mannschaften der Paralympics. Fahnenträger bei der Eröffnungsfeier war der Leichtathlet Danny Crates.
Erfolgreichste Teilnehmer waren der Radsportler Darren Kenny mit vier Gold- und einer Silbermedaille sowie der Schwimmer David Roberts mit vier Goldmedaillen. Mit 42 Gold- und insgesamt 102 gewonnenen Medaillen lag das Team jeweils auf dem zweiten Platz der Nationenwertung.

## Medaillen

### Medaillenspiegel
| Medaillenspiegel Großbritannien |                     |                              |                           |                           |        |
| Platz                           | Sportart            | Goldmedaille – Olympiasieger | Silbermedaille – 2. Platz | Bronzemedaille – 3. Platz | Gesamt |
| 1                               | Radsport            | 17                           | 3                         | -                         | 20     |
| 2                               | Schwimmen           | 11                           | 12                        | 18                        | 41     |
| 3                               | Reiten              | 5                            | 5                         | -                         | 10     |
| 4                               | Leichtathletik      | 2                            | 7                         | 8                         | 17     |
| 5                               | Bogenschießen       | 2                            | 1                         | 1                         | 4      |
| 6                               | Rudern              | 2                            | -                         | 1                         | 3      |
| 7                               | Boccia              | 1                            | 1                         | -                         | 2      |
| 8                               | Rollstuhltennis     | 1                            | -                         | 1                         | 2      |
| 9                               | Schießen            | 1                            | -                         | -                         | 1      |
| 10                              | Judo                | -                            | -                         | 1                         | 1      |
| 10                              | Rollstuhlbasketball | -                            | -                         | 1                         | 1      |
| Total                           | Total               | 42                           | 29                        | 31                        | 102    |

## Teilnehmer nach Sportarten

### Boccia
Frauen
- Zoe Robinson *

Männer
- Dan Bentley *
- Nigel Murray *, 1×  (Gemischtes Einzel, Klasse BC2)
- David Smith *

|* Mannschaftswettbewerbe
| Gemischt Klasse BC1-2 (Gold )                             |
| --------------------------------------------------------- |
| - Dan Bentley - Nigel Murray - Zoe Robinson - David Smith |

### Bogenschießen
Frauen
- Pippa Britton
- Danielle Brown, 1×  (Compound Einzel, Offen)
- Mel Clarke, 1×  (Compound Einzel, Offen)
- K. Critchlow-Smith
- Kay Lucas
- Kate Murray

Männer
- Mick Beard
- Paul James Browne
- John Cavanagh, 1×  (Compound Einzel, Klasse W1)
- Michael Karaphillides
- Fred Stevens
- John Stubbs, 1×  (Compound Einzel, Offen)

### Fußball (5er Teams)
| Männer |
| --- |
| - Ajmal Maqsood Ahmed - Andrew Briant - David Clarke - Lee Greatbatch - Jon Gribbin - Simon Hill - Dan James - Will Norman - Jonathan Pugh - Keryn Seal |

### Fußball (7er Teams)
| Männer |
| --- |
| - Michael Barker - Matthew Dimbylow - Matthew Ellis - Richard Fox - Roy Gordon - Keiran Martin - Graeme Paterson - Jonathan Paterson - Jordan Raynes - Mark Robertson - Leon Taylor - Michael Wilson |

### Judo
Männer
- Darren Harris
- Samuel Ingram, 1×  (Klasse bis 90 kg)
- Ben Quilter
- Ian Rose

### Leichtathletik
Frauen
- Hollie Arnold
- Kate Arnold
- Rebecca Chin
- Libby Clegg, 1×  (100 Meter, Klasse T12)
- Sophie Hancock
- Katrina Hart
- Tracey Hinton
- Beverley Jones
- Jenny McLoughlin
- Kim Minett
- Gemma Prescott
- Hazel Simpson, 2× (100 Meter, 200 Meter; Klasse T36)
- Claire Williams
- Shelly Woods, 1×  (1500 Meter, Klasse T54), 1×  (5000 Meter, Klasse T54)

Männer
- Brian Alldis
- Lincoln Asquith
- Graeme Ballard
- Mickey Bushell, 1×  (100 Meter, Klasse T53)
- Kenny Churchill
- Michael Churm
- Danny Crates
- Martin Crutchley
- Greg Daily
- Jason Dunkerley
- Jon Dunkerley
- Neil Fachie
- David Gale
- Daniel Greaves, 1×  (Diskuswerfen, Klasse F44)
- Steffan Hughes
- Ian Jones, 2×  (200 Meter, 400 Meter; Klasse T44)
- Chris Martin, 1×  (Diskuswerfen, Klasse F33/34/52)
- John McFall, 1×  (100 Meter, Klasse T42)
- Stephen Miller, 1×  (Keulenwerfen, Klasse F32/51)
- Kieron Murphy
- Daniel Nobbs
- Stephen Payton
- Ben Rushgrove, 1×  (100 Meter, Klasse 36)
- Richard Schabel
- Nathan Stephens
- David Weir, 2×  (800 Meter, 1500 Meter; Klasse T54), 1×  (400 Meter, Klasse T54), 1×  (5000 Meter, Klasse T54)
- Daniel West

### Powerlifting (Bankdrücken)
Frauen
- Natalie Blake

Männer
- Jason Irving
- Ali Jawad
- Anthony Peddle

### Radsport
Frauen
- Ellen Hunter *¹
- Rachel Morris, 1×  (Einzelzeitfahren Straße, Klasse HC A/HC B/HC C)
- Sarah Storey, 2×  (Einzelverfolgung Bahn, Klasse LC1-2/CP4; Einzelzeitfahren Straße, Klasse LC1/LC2/CP4)
- Aileen Mc Glynn *¹

Männer
- Mark Bristow *², 1×  (1000-Meter-Zeitfahren Bahn, Klasse LC1)
- Jody Cundy *², 1×  (1000-Meter-Zeitfahren Bahn, Klasse LC2)
- Anthony Kappes *¹
- Darren Kenny *², 3×  (Einzelverfolgung + 1000-Meter-Zeitfahren Bahn, Klasse CP3; Einzelstraßenrennen, Klasse LC3/LC4/CP3), 1×  (Einzelzeitfahren Straße, Klasse CP3)
- Simon Richardson, 2×  (Einzelverfolgung Bahn, Klasse LC3; 1000-Meter-Zeitfahren Bahn, Klasse LC3-4), 1×  (Einzelzeitfahren Straße, Klasse LC3)
- David Stone, 2×  (Einzelzeitfahren Straße, Einzelstraßenrennen; Klasse CP1/CP2)
- Barney Storey *¹
- Rik Waddon, 1×  (1000-Meter-Zeitfahren Bahn, Klasse CP3)

|*¹ Bahnwettbewerbe der Blinden
| Frauen Einzelverfolgung Klasse B&VI 1-3 (Gold ) | Frauen 1000-Meter-Zeitfahren Klasse B&VI 1-3 (Gold ) | Männer Sprint Klasse B&VI 1-3 (Gold ) | Männer 1000-Meter-Zeitfahren Klasse B&VI (Gold ) |
| ----------------------------------------------- | ---------------------------------------------------- | ------------------------------------- | ------------------------------------------------ |
| - Ellen Hunter - Aileen McGlynn                 | - Ellen Hunter - Aileen McGlynn                      | - Anthony Kappes - Barney Storey      | - Anthony Kappes - Barney Storey                 |

|*² Mannschaftswettbewerbe
| Männer Teamsprint Klasse LC 1-4/CP 3/4 (Gold ) |
| ---------------------------------------------- |
| - Mark Bristow - Jody Cundy - Darren Kenny     |

### Reiten
Frauen
- S. Christiansen *, 1×  (Kür Einzel, Grad Ia), 1×  (Championship Einzel, Grad Ia)
- Felicity Coulthard, 1×  (Kür Einzel, Grad II)
- Deborah Criddle
- Anne Dunham *, 1×  (Championship Einzel, Grad Ia), 1×  (Kür Einzel, Grad Ia)

Männer
- Ricky Balshaw, 1×  (Kür Einzel, Grad Ib)
- Simon Laurens *, 1×  (Kür Einzel, Grad III)
- Lee Pearson *, 2×  (Championship Einzel, Kür Einzel; Grad Ib)

|* Mannschaftswettbewerb
| Team (Gold )                                                  |
| ------------------------------------------------------------- |
| - S. Christiansen - Anne Dunham - Simon Laurens - Lee Pearson |

### Rollstuhlbasketball
| Frauen | Männer (Bronze ) |
| --- | --- |
| - Jill Fox - Helen Freeman - Joanne Harper - Paula Johnson - Caroline Maclean - Caroline Matthews - Pauline McDonald - Clare Strange - Louise Sudgen - Helen Turner - Sally Wager - Ann Wild | - Joseph Bestwick - Andrew Blake - Simon Brown - Matthew Byrne - Terence Bywater - Peter Finbow - Jonathan Hall - Kevin Hayes - Abdillah Jama - Simon Munn - Ade Orogbemi - Jon Pollock |

### Rollstuhlfechten
Männer
- Lee Faecett

### Rollstuhlrugby
| Gemischt |
| --- |
| - Alan Ash - Andrew Barrow - Jonathan Coggan - Troye Collins - Justin Frishberg - Bulbul Hussain - Ross Morrison - Steven Palmer - Josie Pearson - Jason Roberts - Mandip Sehmi - Paul Shaw |

### Rollstuhltennis
Frauen
- Lucy Shuker
- Jordanne Whiley

Männer
- Jamie Burdekin *
- Alex Jewitt
- Peter Norfolk *, 1×  (Quad Einzel, Offen)
- David Phillipson
- Gordon Reid
- Kevin Simpson

|* Doppelwettbewerbe
| Quad Offen (Bronze )             |
| -------------------------------- |
| - Jamie Burdekin - Peter Norfolk |

### Rudern
Frauen
- Karen Cromie
- Victoria Hansford *
- Helene Raynsford, 1×  (Einer, Klasse A)
- Naomi Riches *

Männer
- Tom Aggar, 1×  (Einer, Klasse A)
- Ali McKean *
- James Morgan *
- James Roberts
- Alan Sherman *

|* Mannschaftswettbewerbe
| Gemischt Vierer mit Steuermann Klasse LTA (Bronze )                           |
| ----------------------------------------------------------------------------- |
| - Victoria Hansford - Ali McKean - James Morgan - Naomi Riches - Alan Sherman |

### Schießen
Frauen
- Deanna Coates

Männer
- James Bevis
- Nathan Milgate
- Matt Skelhon, 1×  (10 Meter Luftgewehr liegend, Klasse SH1)

### Schwimmen
Frauen
- Claire Cashmore, 1×  (100 Meter Brust, Klasse SB2)
- Emma Cattle
- Jenny Coughlin
- Heather Frederiksen, 1×  (100 Meter Rücken, Klasse S8), 2×  (100 + 400 Meter Freistil, Klasse S8), 1×  (200 Meter Lagen, Klasse SM8)
- Kate Grey
- Rhiannon Henry
- Charlotte Henshaw
- Elizabeth Johnson, 1×  (100 Meter Brust, Klasse SB6)
- Natalie Jones, 2×  (50 Meter Freistil, Klasse S6; 200 Meter Lagen, Klasse SM6)
- Rachael Latham
- Nyree Lewis, 1×  (100 Meter Rücken, Klasse S6)
- Mhairi Love
- Stephanie Millward
- Eleanor Simmonds, 2×  (100 + 400 Meter Freistil, Klasse S6)
- Lizzie Simpkin
- Lauren Steadman
- Louise Watkin, 1×  (100 Meter Freistil, Klasse S9), 3×  (50 Meter Freistil, Klasse S9; 100 Meter Brust, Klasse SB9; 200 Meter Lagen, Klasse SM9)
- Danielle Watts
- Fran Williamson, 1×  (50 Meter Rücken, Klasse S3), 1×  (50 Meter Freistil, Klasse S3)

Männer
- Jim Anderson, 2×  (50 Meter Rücken, 200 Meter Freistil; Klasse S2), 2×  (50 + 100 Meter Freistil, Klasse S2)
- Gareth Duke, 1×  (100 Meter Brust, Klasse SB6)
- Graham Edmunds *
- Dave Ellis
- Jon Fox, 1×  (100 Meter Rücken, Klasse S7)
- Sean Fraser, 1×  (100 Meter Rücken, Klasse S8)
- Sam Hynd, 1×  (400 Meter Freistil, Klasse S8), 1×  (200 Meter Lagen, Klasse SM8)
- Sascha Kindred, 2×  (100 Meter Brust, Klasse SB7; 200 Meter Lagen, Klasse SM6), 1×  (50 Meter Schmetterling, Klasse S6)
- Dervis Konuralp
- Andrew Lindsay
- Simon Miller
- David Roberts * , 3×  (50 + 100 + 400 Meter Freistil, Klasse S7)
- Anthony Stephens, 1×  (200 Meter Freistil, Klasse S5)
- Matt Walker *, 2×  (50 Meter Freistil, 50 Meter Schmetterling; Klasse S7), 2×  (100 Meter Freistil, Klasse S7; 200 Meter Lagen, Klasse SM7)
- Robert Welbourn *, 1×  (400 Meter Freistil, Klasse S10)
- Matt Whorwood, 2×  (100 Meter Brust, Klasse SB6; 400 Meter Freistil, Klasse S6)

|* Staffelwettbewerbe
| Männer 4×100 Meter Freistil Klasse 34 Punkte (Gold )             |
| ---------------------------------------------------------------- |
| - Graham Edmunds - David Roberts - Matt Walker - Robert Welbourn |

### Segeln
Frauen
- Helena Lucas
- Alexandra Rickham
- Hannah Stodel

Männer
- Niki Birrell
- John Robertson
- Stephen Thomas

### Tischtennis
Frauen
- Sue Gilroy
- Cathy Mitton
- Dzaier Neil
- Claire Robertson

Männer
- Will Bayley
- Arnie Chan
- Paul Karabardak
- James Rawson
- Scott Robertson
- Neil Robinson
- Dave Wetherill